# Todd Mission
Todd Mission – miasto w Stanach Zjednoczonych, w stanie Teksas, w hrabstwie Grimes.